# Adjaratou Traoré
 (août 2024).
Adjaratou Traoré, née le 30 mars 1971 à Koumassi est une femme politique ivoirienne, membre du Rassemblement des Houphouëtistes pour la Démocratie et la Paix (RHDP). Actuellement députée de la commune de Koumassi, elle est la vice-présidente du Parlement de la Communauté économique des États de l'Afrique de l'Ouest (CEDEAO).

## Carrière politique
Adjaratou Traoré est née et a grandi dans la commune de Koumassi. Députée de la circonscription de Koumassi depuis les élections législatives du 6 mars 2021, elle a été réélue à plusieurs reprises. Elle est active dans la politique locale, notamment en tant que candidate indépendante aux élections municipales de septembre 2023 à Koumassi. Impliquée dans des discussions à caractère sociales, la députée se mobilise face à certaines opérations de démolitions à Abidjan touchant les populations, et souhaite une gestion plus clémente des projets d'aménagement urbain.

## Leadership féminin
Adjaratou Traoré est une femme engagée dans la politique ivoirienne.
Bien que n'ayant pas été élue maire en septembre 2023, Adjaratou Traoré reste un modèle inspirant pour les femmes en Côte d'Ivoire. Elle a plaidé lors d'une interview auprès du gouvernement pour la prise de mesures coercitives en vue de garantir l'application de la loi no 2019-870 du 14 octobre 2019 qui exige un taux de 30% de femmes parmi les candidats aux élections. Elle valorise le leadership féminin.

## Actions communautaire
Adjaratou Traoré est fondatrice de l'ONG Femmes Actrices de Développement. Créée en vue de promouvoir l'autonomisation des femmes et leur participation active dans la société, notamment en politique, cette initiative s'inscrit dans un contexte qui vise à offrir des ressources et un soutien aux femmes victimes souvent de violence et leur communiquer cet esprit de leadership afin de changer les choses. Son ONG œuvre aussi dans l'optique de fournir des ressources et des formations aux femmes afin de leur permettre de développer des compétences entrepreneuriales et professionnelles associant des ateliers sur la gestion d'entreprise et le développement personnel.
Dans son organisation, la jeunesse est aussi sa cible. Elle promet des emplois aux jeunes de la commune de Koumassi en vue de réduire le taux de chômage et leur offrir des opportunités économiques. L'ONG prévoit d'organiser des états généraux permettant un échange en réponse aux démolitions de quartiers pour une meilleure gestion du foncier communal.